# Argancinas (Allande)
Argancinas es una aldea de la parroquia de Parajas, perteneciente al municipio de Allande, en la comunidad autónoma de Asturias.

## Historia
Hacia mediados del siglo XIX, el lugar ya pertenecía a Allande. Aparece descrito en el segundo volumen del Diccionario geográfico-estadístico-histórico de España y sus posesiones de Ultramar de Pascual Madoz con las siguientes palabras:

ARGANCINAS: l. en la prov. de Oviedo, ayunt. de Allande, y felig. de San. Juan de Araniego: sit. á la márg. del riach. que, procedente de las montañas de San Pedro, toma distintos nombres, y en este punto el de Argancinas sobre este r.: hay 1 puente de madera de 25 pies de long. y 8 de lat. en mediano estado.
(Madoz, 1845, p. 542)

En 2023, la entidad singular de población tenía empadronados veintiún habitantes y el núcleo de población, los mismos.